# Capilla de las Apariciones
La Capilla de las Apariciones (en portugués: Capelinha das Aparições) es una capilla católica ubicada en la Cova da Iria, en Fátima, Portugal, que fue construida en 1919 para señalar el lugar exacto donde los niños Lucía dos Santos, Francisco y Jacinta Marto dijeron haber presenciado las famosas apariciones marianas, que tuvieron lugar entre el 13 de mayo y el 13 de octubre de 1917.
Construida a petición de la Virgen según el testimonio de los videntes, la capilla constituye el corazón del recinto del Santuario. La capilla original fue destruida en marzo de 1922 por unos adversarios anticlericales, cuya identidad se desconoce, pero fue reconstruida de manera idéntica. En los años treinta, se incorporó un porche alrededor de la capilla para albergar a los peregrinos, que fue remodelado en 1982.
El pedestal donde se encuentra la imagen de Nuestra Señora de Fátima, localizado frente a la capilla, marca el lugar exacto donde estaba la pequeña encina sobre la cual, según los niños, tuvieron lugar las apariciones.

## Historia

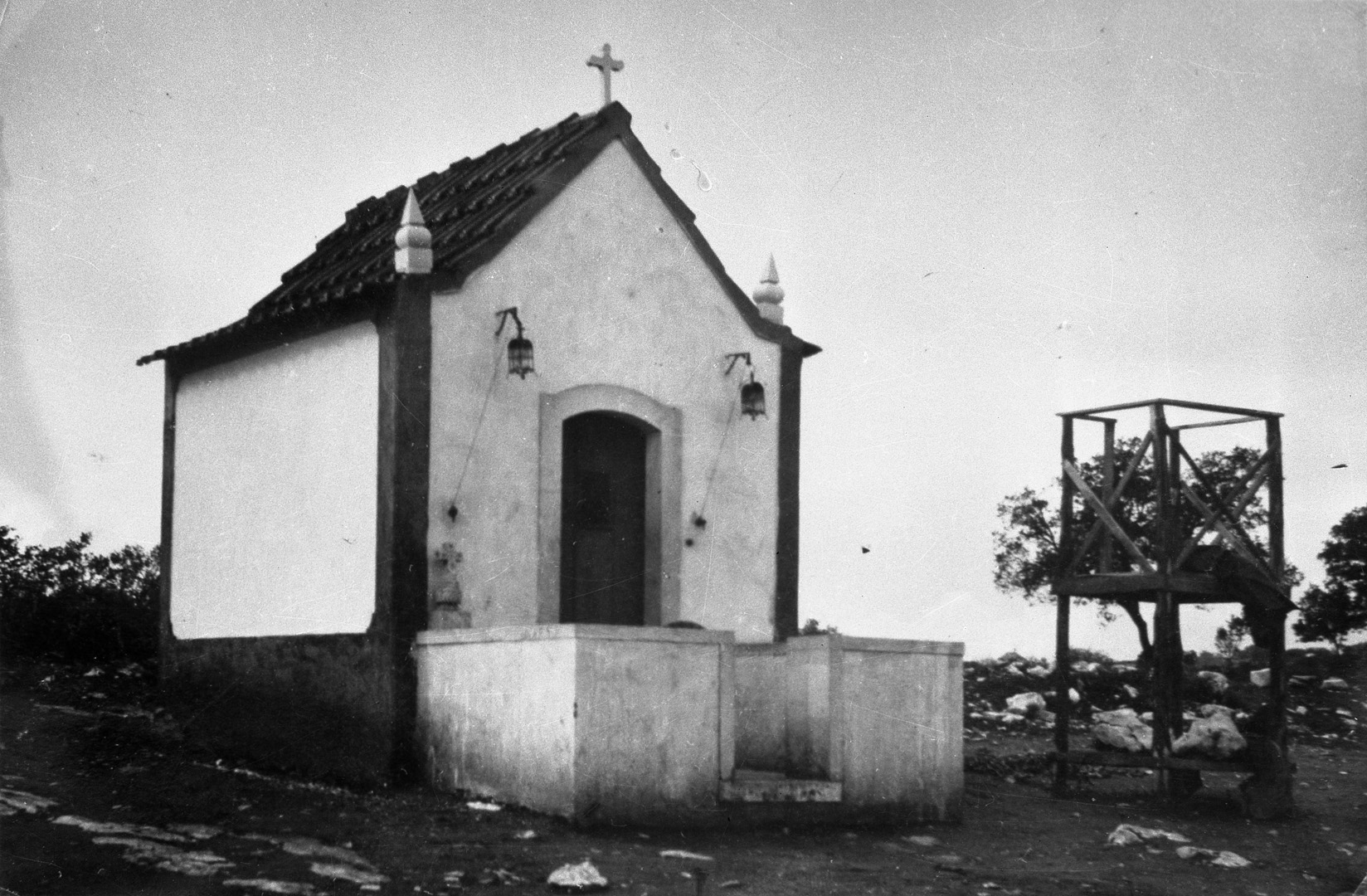
Fotografía de la Capilla de las Apariciones, tomada hacia 1922. A la derecha, rodeada por una estructura de madera, se aprecia la encina de las apariciones.

La capilla fue construida en 1919 en respuesta a la petición de Nuestra Señora del Rosario:

Quiero decirles que hagan aquí una capilla en mi honor. Yo soy la Señora del Rosario...
Virgen María, 13 de octubre de 1917

De tamaño ligeramente superior al de un nicho, la capilla nació del voluntariado de Maria dos Santos Carreira, una vecina que, desde el 13 de junio de 1917, había acudido a Cova da Iria. Sin embargo, antes de su construcción, había un arco de madera levantado sobre la encina de las apariciones. Carreira se ocupaba del mantenimiento de la zona de culto, así como de la decoración de la misma, utilizando para ello flores y cintas devocionales. Luego, para proteger la encina de aquellos peregrinos y parroquianos que arrancaban o recortaban trozos a modo de reliquia, Carreira construyó un muro alrededor de esta con la ayuda de su marido. 
Cuando el arco fue destruido en octubre de 1917, a lo que la gente comenzó a dejar limosnas junto a la encina, Carreira se ocupó de almacenar estas limosnas. Las primeras fueron treinta reales y algunas piezas de fruta. Pero rápidamente se pudo amontonar una bolsa de tela llena de monedas. El destino que tomarían esas limosnas era tan importante en Fátima que el sacerdote Manuel Nunes Formigão, quien se encontraba entrevistando a los videntes sobre las apariciones, lo incluyó en su interrogatorio a Lucía tras la aparición del 13 de octubre. Formigão le preguntó a Lucía sobre lo que le dijo Nuestra Señora sobre las limosnas, a lo que le respondió que "parte del dinero sería destinado al culto y la fiesta de la Señora del Rosario, y la otra parte a la construcción de una nueva capilla".
Para 1919, las limosnas recaudadas por María Santos Carreira ascendían a 357 000 reales y cuarenta litros de aceite de oliva, tras lo cual se ordenó la construcción de la capilla en el lugar exacto donde ocurrieron las apariciones. La tarea –que transcurrió entre el 28 de abril y el 15 de junio de 1919– fue encargada a Joaquim Barbeiro, un albañil nativo de Santa Catarina da Serra. El 13 de octubre de 1921 se permitió celebrar oficialmente la Misa en la capilla. El 6 de marzo de 1922, fue dinamitada por adversarios anticlericales, pero fue rápidamente reconstruida durante ese año, y revestida con un porche para acoger a los peregrinos.

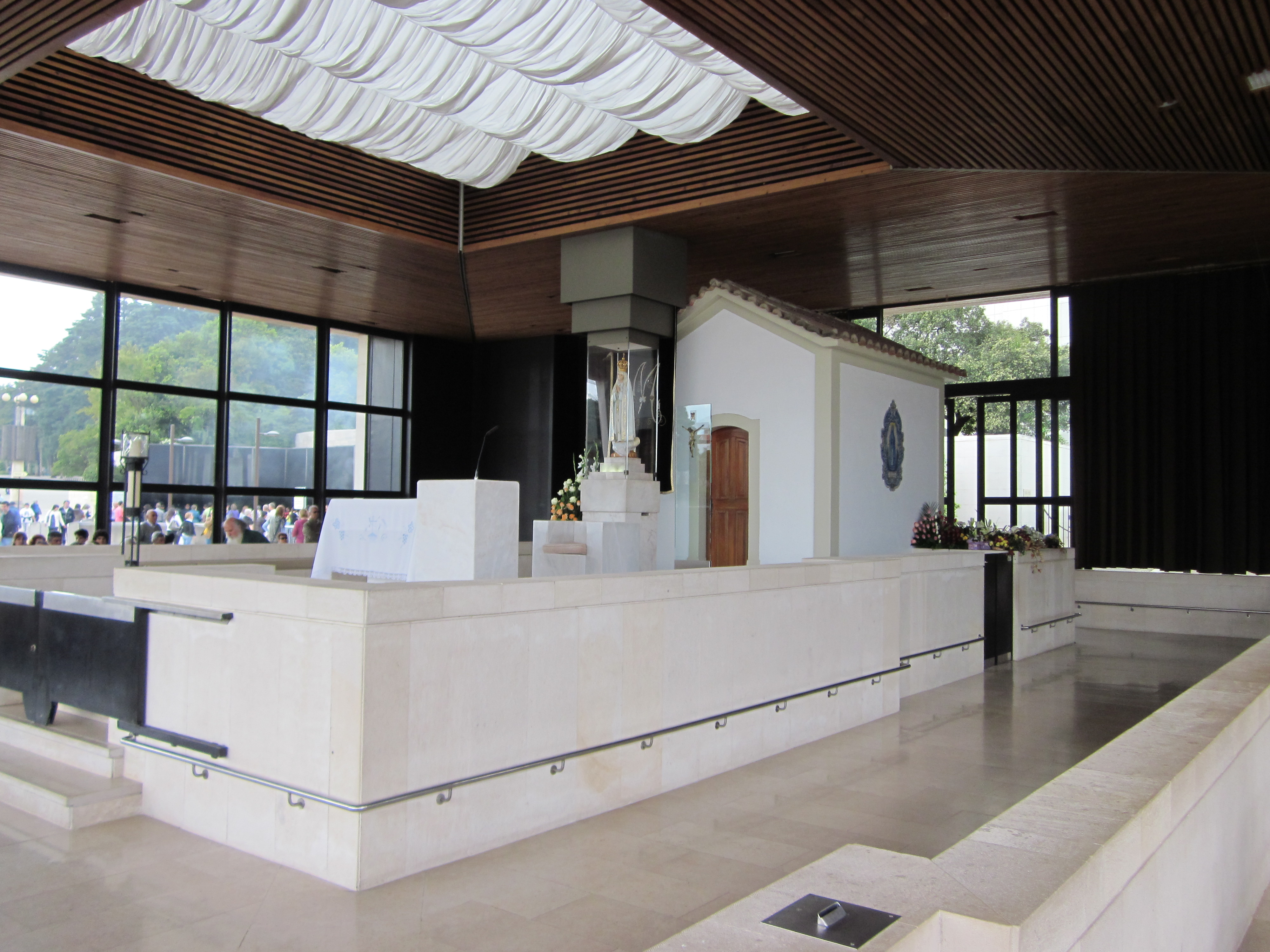
La Capilla de las Apariciones en 2011, cubierta con el porche diseñado por Loureiro. Junto a la puerta, se observa el pedestal con la imagen de la Virgen de Fátima.

Carreira fue popularmente apodada Maria da Capelinha (en español: María de la Capilla) y la Cova da Iria ganó un templo cuyo pequeño tamaño era inversamente proporcional a la importancia que este tenía para los peregrinos que acudían al santuario.
En 1982, con motivo de la primera visita del papa Juan Pablo II a Fátima, se retiró el antiguo porche de la Capilla de las Apariciones para reemplazarlo por uno de mayor tamaño, construido por el arquitecto portugués José Carlos Loureiro. El nuevo porche fue inaugurado el 12 de mayo de 1982, durante la peregrinación de Juan Pablo II al santuario. Durante el año mariano de 1988, el techo del porche fue forrado con madera de pino, procedente de Siberia. Esta madera fue escogida principalmente por sus características de ligereza y durabilidad.
La capilla original, aunque fue sometida a ligeras restauraciones, mantiene las características típicas de una ermita popular.